# Папертоль
Папертоль (англ. paper — «бумага», tole — «пластина») — искусство создания объёмных картин из бумаги. В таких изображениях выделяется три основных зоны — фон, передний план и промежуточные слои, которые выборочно покрываются лаком.

## История
По одной из версий, эта техника была изобретена в Древней Японии, где уже много столетий назад мастера изготавливали объёмные бумажные украшения — оригами. Японцы придумывали различные оригинальные способы складывать бумагу, чтобы из двухмерных изображений получались трёхмерные.
В XVII веке из Страны восходящего солнца в Европу стали завозить предметы мебели и декора, которые послужили образцами для создания первых европейских папертолей, а также способствовали развитию техники декупажа.
Для декора мебели вместо дорогостоящей росписи стали использовать нарисованные на бумаге и вырезанные композиции, которые закреплялись на деревянной поверхности при помощи большого количества лака, нанесённого в несколько слоев.
Особенную популярность искусство папертоли приобрело во Франции и Венеции. В 1600-х годах итальянские краснодеревщики подражали работе восточных мастеров, закрепляя вырезанные принты и гравюры на окрашенном фоне, а затем покрывая их лаком. Точно так же в 1700-х годах французские мастера вырезали тонкие узоры из бумаги и использовали их для украшения красивых предметов мебели, лакируя слои для защиты.

## Современность
Расцвет папертоли приходится на 30-е годы XX века в Америке: декораторы стали использовать старые почтовые поздравительные открытки в качестве дешёвого материала для декора. Эти яркие цветные картинки, которые в большом количестве отправлялись друг другу в праздники, скапливались практически в каждом доме. Вырезав одинаковые изображения и наклеив их друг на друга, можно было создавать объёмные изображения.
К концу 70-х годов двадцатого века папертоль стала самостоятельным видом декора, техникой, в которой создаются необычные 3D-картины со стереоскопическим эффектом.